# Републикански път III-7304
Републикански път IIІ-7304 е третокласен път, част от Републиканската пътна мрежа на България, преминаващ изцяло по територията на Шуменска област. Дължината му е 28,8 km.
Пътят се отклонява надясно при 39,5 km на Републикански път II-73 източно от село Риш и се насочва на запад през Ришката котловина. След като премине през село Риш преодолява седловина висока 390 м, свързваща Драгоевска планина на север с Върбишка планина на юг и слиза в долината на река Голяма Камчия, в източната част на историко-географската област Герлово. Тук последователно преминава през селата Тушовица, Бяла река и Нова Бяла река и в северната част на град Върбица се свързва с Републикански път I-7 при неговия 176,8 km.
| Пътища, отклоняващи се надясно (населено място, № на пътя, посока на пътя) | km   | Пътища, отклоняващи се наляво (посока на пътя, № на пътя, населено място) |
| -------------------------------------------------------------------------- | ---- | ------------------------------------------------------------------------- |
| Община Смядово, II-73, 39,5 km →                                           | 0,0  | → 39,5 km, II-73, Община Смядово                                          |
| с. Риш                                                                     | 2    | с. Риш                                                                    |
| Община Върбица                                                             | 9,8  | Община Върбица                                                            |
| с. Тушовица                                                                | 15   | с. Тушовица                                                               |
| с. Бяла река                                                               | 18,5 | с. Бяла река                                                              |
| с. Нова Бяла река                                                          | 18,5 | с. Нова Бяла река                                                         |
| (за с. Маломир) общински път ←                                             | 26   |                                                                           |
| (от ГКПП Силистра — Калараш) I-7, 176,8 km, гр. Върбица →                  | 28,8 | → гр. Върбица, 176,8 km, I-7 (до ГКПП Лесово - Хамзабейли)                |